# Beilschmiedia gallatlyi
Beilschmiedia gallatlyi är en lagerväxtart som beskrevs av Mohan Gangopadhyay. Beilschmiedia gallatlyi ingår i släktet Beilschmiedia och familjen lagerväxter. Inga underarter finns listade i Catalogue of Life.